# Roy Dyson

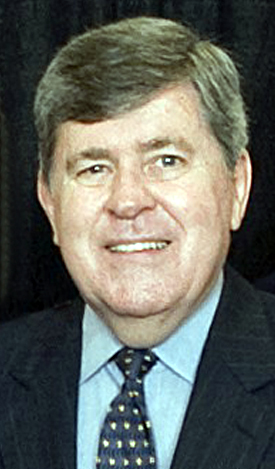
Roy Dyson

Royden Patrick „Roy“ Dyson (* 15. November 1948 in Great Mills, Saint Mary’s County, Maryland) ist ein US-amerikanischer Politiker. Zwischen 1981 und 1991 vertrat er den Bundesstaat Maryland im US-Repräsentantenhaus.

## Werdegang
Roy Dyson besuchte zunächst private Schulen. Danach absolvierte er bis 1966 die Great Mills High School. Anschließend studierte er zwischen 1968 und 1970 unter anderem an der University of Maryland und der University of Baltimore. Gleichzeitig schlug er als Mitglied der Demokratischen Partei eine politische Laufbahn ein. In den Jahren 1973 und 1974 war er als Legislative Assistant bei der Verwaltung des US-Repräsentantenhauses angestellt. Zwischen 1975 und 1980 saß Dyson im Abgeordnetenhaus von Maryland. Im Jahr 1978 war er Delegierter auf der Democratic National Issues Conference. 1976 kandidierte er noch erfolglos für das US-Repräsentantenhaus.
Bei den Kongresswahlen des Jahres 1980 wurde Dyson dann aber im ersten Wahlbezirk von Maryland in das US-Repräsentantenhaus in Washington, D.C. gewählt, wo er am 3. Januar 1981 die Nachfolge von Robert Bauman antrat, den er bei der Wahl geschlagen hatte. Nach vier Wiederwahlen konnte er bis zum 3. Januar 1991 fünf Legislaturperioden im Kongress absolvieren. Im Jahr 1990 unterlag er dem Republikaner Wayne Gilchrest, den er im Jahr 1988 noch knapp besiegt hatte.
Seit 1995 gehörte Dyson dem Senat von Maryland an. Er lebt in Great Mills.